# 葉月あこ
葉月 あこ（はづき あこ、1986年8月26日 - ）は、日本のグラビアアイドル。オフィスログ・イン所属。
神奈川県立横浜翠嵐高等学校（在学中は演劇部に所属）・洗足学園短期大学幼児教育保育科を卒業後、ピュアロマンスでCDデビュー。SUNTORY『BOSS』CMや癒し系動揺『めがね』Webに出演し、通常は児童劇団で小学校をまわっている。一時期、秋葉原のメイド喫茶・@ほぉ〜むカフェでメイド（ウェイトレス）として働いていたことがある。

## 出演

### テレビ
- テレビ朝日『キミ犯人じゃないよね?』※キャストテロップ無し

### CM
- サントリー『BOSS・レインボーマウンテン秋葉原編』

### 映画
- 喧嘩上等 天下高校（2009年公開） - 三原アキ 役

### DVD
- ビーエムドットスリー『キュンキュン』

### WEB
- 癒し系POP童謡『めがね』

### PCソフトウェア
- Viemo（ヴィーモ）デスクトップキャラクター[リンク切れ]（2008年10月06日）